# Ларочкина, Ирина Андреевна
Ирина Андреевна Ларочкина (род. 14 января 1950, Альметьевск) — советский и российский геолог и политик, член Совета Федерации (2002—2005).

## Биография
Родилась 14 января 1950 года в Альметьевске. В 1972 году окончила Казанский университет, в 1989 году — центр подготовки менеджеров при Московском институте народного хозяйства имени Плеханова, в 1994 году училась в Академии менеджмента в германском городе Целле.

С 1972 по 2000 год работала в Научно-исследовательском и проектном институте нефтяной промышленности Татарстана. Доктор геолого-минералогических наук, заслуженный деятель науки и техники республики. В 1999 году избрана депутатом Государственного Совета Республики Татарстан, с 21 января 2000 года — заместитель председателя Госсовета.

17 января 2002 года большинством в 107 голосов депутатов республиканского парламента против двух избрана членом Совета Федерации — представителем законодательного органа государственной власти.
С января 2002 по июль 2004 года входила в Комитет по делам Федерации и региональной политике, с марта 2002 года являлась членом Комиссии Совета Федерации по контролю за обеспечением деятельности СФ, с мая 2003 года — членом Комиссии по методологии реализации конституционных полномочий СФ, с января 2004 года состояла в Комиссии СФ по естественным монополиям, в июле 2004 года заняла должность заместителя председателя Комитета СФ по природным ресурсам и охране окружающей среды.
Указом президента Республики Татарстан Минтимера Шаймиева № УП-169 от 6 мая 2005 года назначена министром экологии и природных ресурсов Татарстана.
22 июня 2007 года указом президента Шаймиева назначена государственным советником при президенте Республики Татарстан по вопросам недропользования, нефти, газа и экологии, а новым министром экологии и природных ресурсов Татарстана стал Аглям Садретдинов.

## Награды
- Медаль ордена «За заслуги перед Отечеством» II степени (2011)[4].
- Медаль Республики Татарстан «За доблестный труд» (2020)[5].
- Заслуженный деятель науки и техники Республики Татарстан (1996)[6].
- Государственная премия Республики Татарстан в области науки и техники (2009)[7].